# 3047 Goethe
3047 Goethe este un asteroid din centura principală, descoperit pe 24 septembrie 1960 de PLS.